# Susano
Susano, Susanoo ili Susanowo (ja. 須佐之男命, Susa-no-O-no-Mikoto; također romanizirano znači Susano'o, Susa-no-O te Susanowo, Kojiki: 〔建〕〔速〕須佐之〔能〕男命、〔神〕〔武〕〔速〕素戔嗚尊) je japanski bog mora i oluja; ubojica božice hrane. U fiktivnom svijetu Susanoo je inspiracija u crtanoj seriji Digimon, čiji se lik zove Susanoomon.I u crtanoj seriji Naruto, Susano je prikazan kao tehnika braće Uchiha, Itachija i Sasukea.   

## Kult
Hram Susanove sestre Amaterasu je u Iseu, a Susanov hram nalazi se u Izumu, gdje je došao dolje na Zemlju. Izumo je kuća starih hramova u Japanu.

## Mitologija

### Rođenje
Susano je nastao iz nosa boga Izanagija. Izanagi se okupao u rijeci kako bi se očistio od prljavštine podzemlja, iz kojeg je izašao, jer se njegova žena Izanami pretvorila u čudovište.

### Susano i Amaterasu
Susano ima moć nad morem i olujama. Ovlastio ga je Izanagi, ali Susano nije bio zadovoljan. Plakao je jer je htio vladati zemljom Yomi (to jest, podzemljem). Izanagi se rasrdi i potjera sina u podzemlje, k božici smrti Izanami, svojoj supruzi koju je spalio vatreni sin. Međutim, Susano je prvo otišao sestri i smetao joj. U natjecanju je izrodio pet bogova, a Amaterasu tri božice. Ali, i dalje je nastavio smetati, pa je Amaterasu pobjegla u špilju. Bogovi su ju lukavstvom odande izvukli, a Susano je kažnjen, tako što su ga zatvorili u podzemlje, no njegove oluje i dalje kažnjavaju svijet. 

### Susano i zmaj
Nešto kasnije, Susano je otišao u Izumo, japansko mjesto. Susreo je bračni par koji mu je ispričao o tome da im je ostala samo jedna kćer, međutim, nekada su, prije nekoliko godina imali osmero kćeri. Svake godine zmajsko čudovište pojelo bi po jednu, jer je čudovište imalo sedam glava. Susano im je rekao tko je i što namjerava učiniti, pretvorio je kćer bračnog para u češalj i, potom, roditelji su napravili rižno piće od alkohola i napunili bačve, a kad se čudovište pojavilo, Susano ga je ubio i prerezao na mnogo sitnih dijelova. Potom je djevojci vratio ljudski lik i oženio se njome. Mač oji je pronašao u zmaju darovao je svojoj sestri, koja mu je oprostila njegova djela.